# Crash Time III
Crash Time III (también conocido como Alarm für Cobra 11: Highway Nights) es un videojuego de carreras desarrollado por Synetic y publicado por RTL Playtainment. Es el tercer juego adaptado de la serie de televisión Alarm für Cobra 11 - Die Autobahnpolizei. El juego se lanzó el 27 de noviembre de 2009 para Xbox 360 y PC.

## Jugabilidad
La historia trata sobre Semir Gerkhan y Ben Jäger (el dúo del juego anterior, Crash Time II) que están asignados para infiltrarse en la actividad terrorista en la ciudad y la Autobahn. Los vehículos son ficticios pero se parecen a algunos coches famosos. Todos los coches tienen un emblema C11 genérico (o la palabra Cobra) y una matrícula que comienza con las iniciales SY, que representa a Synetic Games como el creador. Por lo general, los automóviles vienen en 3 tipos, y el tercer tipo de vehículo suele ser una versión mejorada. El juego consta de más de 70 misiones, un área de 32 kilómetros cuadrados con más de 200 kilómetros de calles de la ciudad (basado en Berlín) y Autobahn, 47 vehículos para elegir, Modo Historia con un denso atmósfera de la historia, un GPS dinámico en el juego y un ambiente típico de la serie, con choques explosivos y persecuciones a alta velocidad.

## Objetivos
Los jugadores no solo tienen que completar tareas, sino que deben hacerlo con el mayor éxito posible. Las misiones tienen una calificación de hasta cinco estrellas. El jugador pierde una estrella si sus intentos, tiros, tareas o tiempo no se mantienen dentro de ciertos límites. Las estrellas no solo afectan el juego, sino que también afectan la calificación general del jugador; si completan sus misiones sin recibir ninguna estrella (o con poca cantidad de estrellas), su calificación se verá afectada negativamente.

## Sospechosos
Hay algunas cosas que el jugador puede hacer con los sospechosos cuando se acercan a ellos en patrulla, pero en las misiones, el jugador tiene que hacer una tarea específica con el sospechoso. Los vehículos sospechosos también utilizan el sistema Pathfinder (un sistema en el que un vehículo de IA sigue una ruta aleatoria), por lo que la ruta que utilizan no es la misma.
- Persecución; Persigue al sospechoso. El jugador lo arresta disparando a su automóvil, totalizándolo o usando la maniobra PIT (golpeando la parte trasera del costado para hacer que el sospechoso gire) y deteniéndose frente a él. Para algunas misiones específicas, el jugador puede usar el dron para destruir el vehículo sospechoso.
- Sombreado; Mantener una distancia del sospechoso. No deben acercarse demasiado ni conducir demasiado lejos. El jugador tampoco debe hacer demasiado ruido (por ejemplo, tocar la bocina o chocar contra demasiados coches u obstáculos). Tampoco deben encender las luces de la policía ni la sirena. Además, el jugador debe asegurarse de no chocar con el sospechoso, ya que eso puede ser un claro indicio. Si el jugador espera un rato mientras sigue al sospechoso, el medidor en la esquina superior izquierda disminuye en el nivel donde el sospechoso nota al jugador.
- Carrera; Si esto sucede durante una patrulla, el jugador debe conducir hasta un lugar específico y detenerse allí antes de que lo haga el sospechoso.

## Recepción
Crash Time III recibió críticas mixtas o promedio según el sitio web agregador de reseñas Metacritic.